# Heeres-Reitschule
Die Kavallerie- und Panzertruppenschule Krampnitz (Heeres-Reitschule) war eine Ausbildungseinrichtung des Heeres der Wehrmacht. Sie entstand durch einen OKH-Entschluss von 1935 in Krampnitz (Landkreis Osthavelland, Wehrkreis III). Vorläufereinrichtung war die Kavallerieschule Hannover. Grund dafür war unter anderem der in der Nähe befindliche Truppenübungsplatz Döberitz.

## Geschichte
Im März 1937 legte der Berliner Architekt Robert Kisch die Pläne für die Kaserne in Krampnitz vor. Das Heeres-Neubauamt begann im Frühjahr 1937 mit den Bauarbeiten. Fertigstellung wahrscheinlich gegen 1939. Der Umzug der Heeres-Reit- und Fahrschule erfolgte in Etappen und begann bereits 1937 mit dem Lehrstab und wurde 1939/40 abgeschlossen. Die Kavallerieschule in Krampnitz war für die reiterliche und fahrtechnische Ausbildung von Mann und Pferd im deutschen Heer zuständig.
Am 1. Oktober 1937 wurde die Kavallerieschule aufgestellt. Seit November 1938 unterstand die Kavallerieschule dem „Chef der Schnellen Truppen“, General Heinz Guderian. Am 26. Juni 1941 erfolgte die Umbenennung in Schule für Schnelle Truppen und wurde im April 1943 Panzertruppenschule II. Im Winter 1944 erfolgte die Verlegung der Hauptbestandteile zur Panzertruppenschule I nach Bergen, nur die berittenen Ausbildungseinheiten verblieben in ihren Kasernen.
Das Gelände der Militäranlage ist rund 120 Hektar groß. Die prägenden Bauten sind der weithin sichtbare Turm unmittelbar am Eingang, das Offizierskasino, das Offizierswohnheim und das Fähnrichswohnheim. Die Gebäude stehen unter Denkmalschutz und sind typisch für die Architektur in der Zeit des Nationalsozialismus.
Ab 1945 war hier die Sowjetarmee stationiert, nach 1992 wurde das Gelände nicht mehr militärisch genutzt. 2008 wurde das Gelände vom Land Brandenburg für rund 4,1 Mio. Euro an die TG Potsdam Entwicklungsgesellschaft verkauft. Die hat im Sommer 2011 einen Masterplan vorgelegt, der den Bau und die Sanierung von knapp 400 Gebäuden mit 1651 Wohnungen auf 75 ha vorsieht.
Das Gelände wird gerne vom nahen Filmstudio Babelsberg aus als Kulisse genutzt, so wurden hier u. a. Szenen zu den Kinofilmen Duell – Enemy at the Gates (2001), Resident Evil (2002), Mein Führer (2007), Effi Briest, Inglourious Basterds (beide 2009) und Monuments Men (2014) gedreht.

## Vorläufer
Vorläufereinrichtung der Heeres-Reitschule war die Kavallerieschule Hannover, die 1937 von Hannover nach Krampnitz verlegt wurde. In ihr wurde unter anderem bis 1929 Claus Schenk Graf von Stauffenberg ausgebildet (von Stauffenberg wurde noch einmal zum 1. September 1934 als Bereiteroffizier dorthin versetzt).
Vorgänger der Kavallerieschule Hannover war das Königlich-Preußische Militärreitinstitut in Hannover, das der Kavallerieinspektion unterstand. 1816 wurde in Berlin eine Lehreskadron errichtet, an deren Stelle 1849 in Schwedt/Oder eine Militärreitschule trat, die erweitert als Militärreitschule 1866 nach Hannover verlegt wurde. Es war eine Anstalt zur theoretischen und praktischen Ausbildung. Sie war unterteilt in eine Offizier- und Unteroffiziersreitschule der Truppengattungen Kavallerie und Artillerie, die zu Reitlehrern für die Truppen ausgebildet wurden.

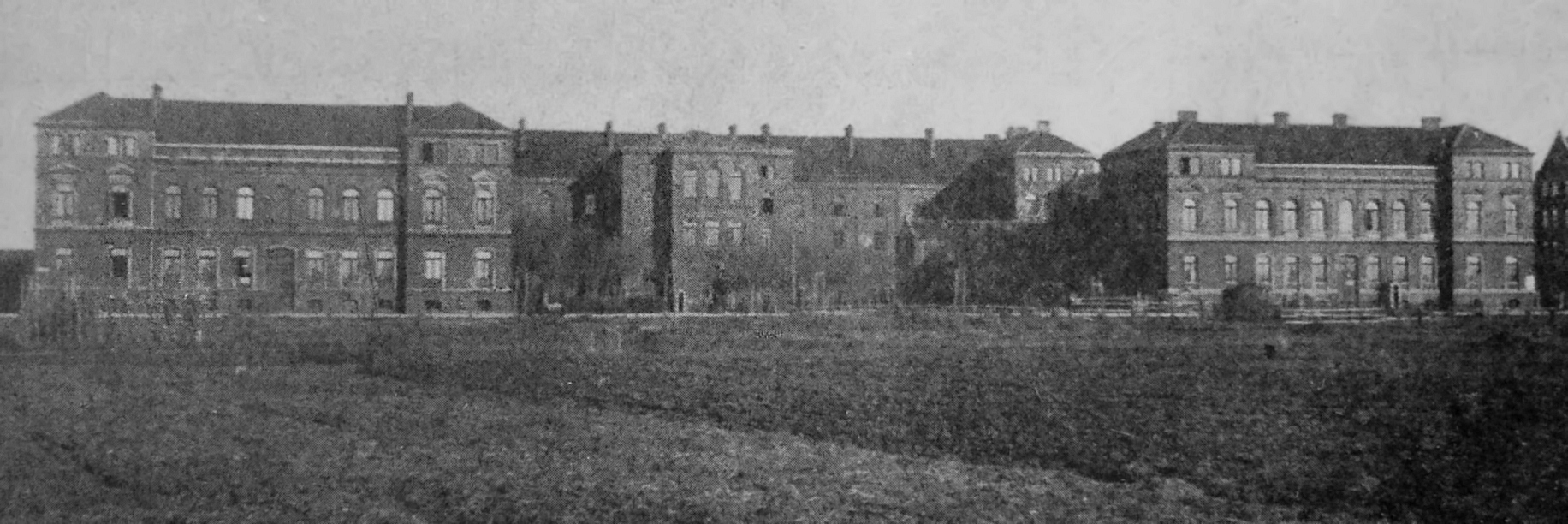
Vorgängereinrichtung Militärreitinstitut Hannover, später Kavallerieschule Hannover
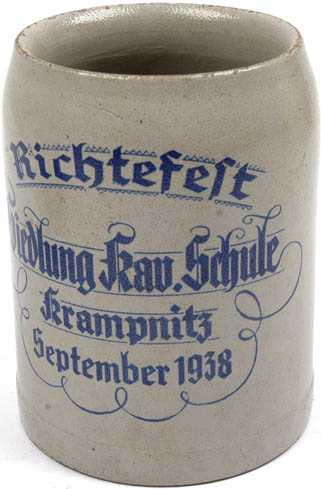
Bierkrug zum Richtfest
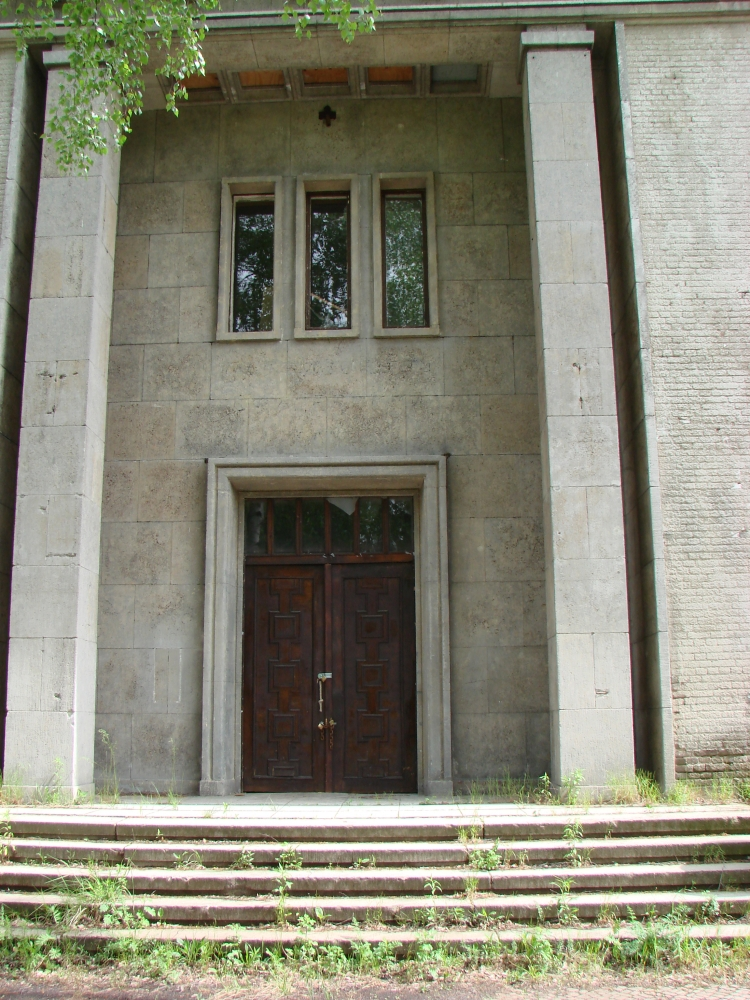
Eingang zum Offizierskasino in Krampnitz
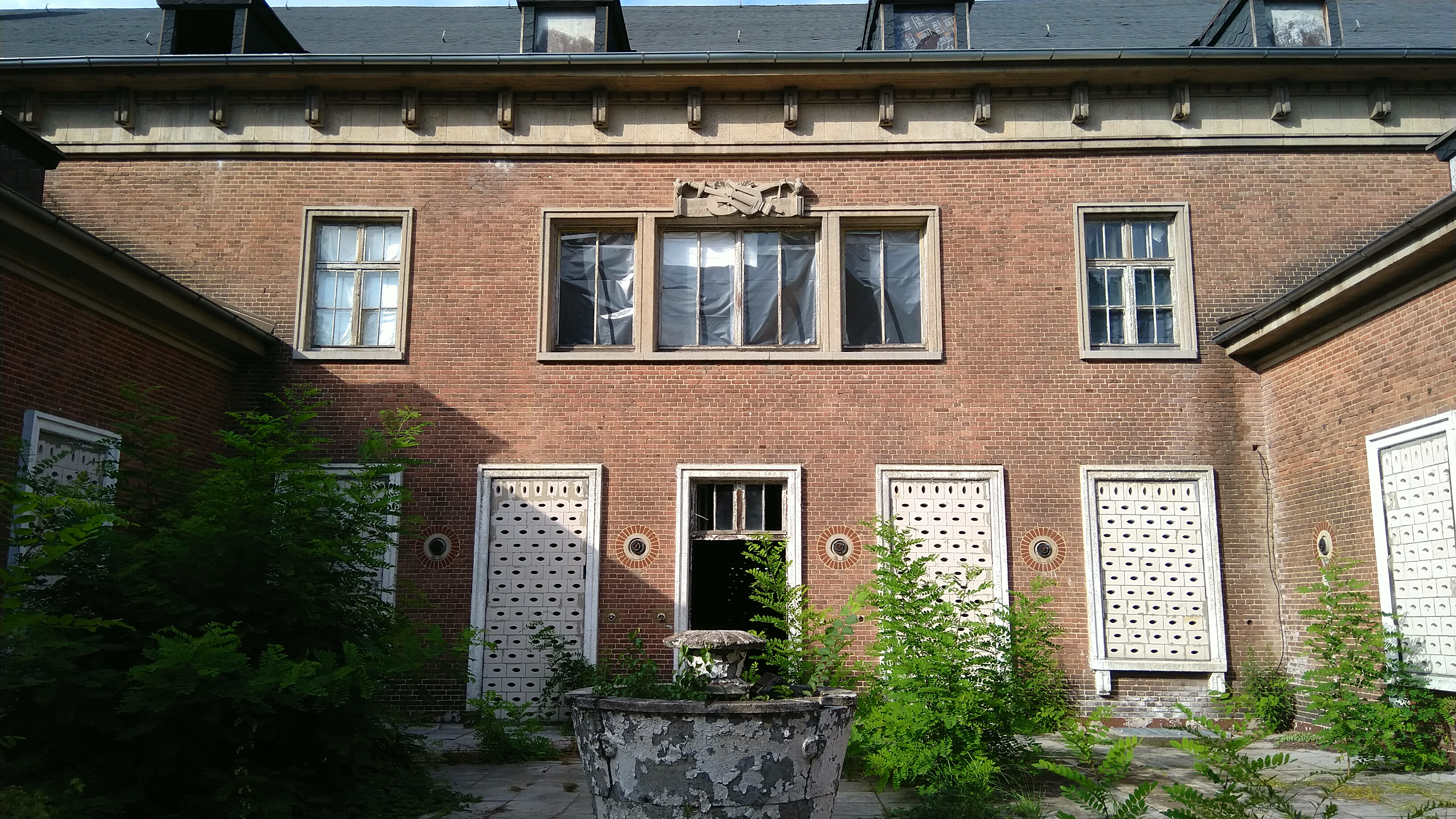
Hof des ehemaligen Offizierskasinos im September 2023
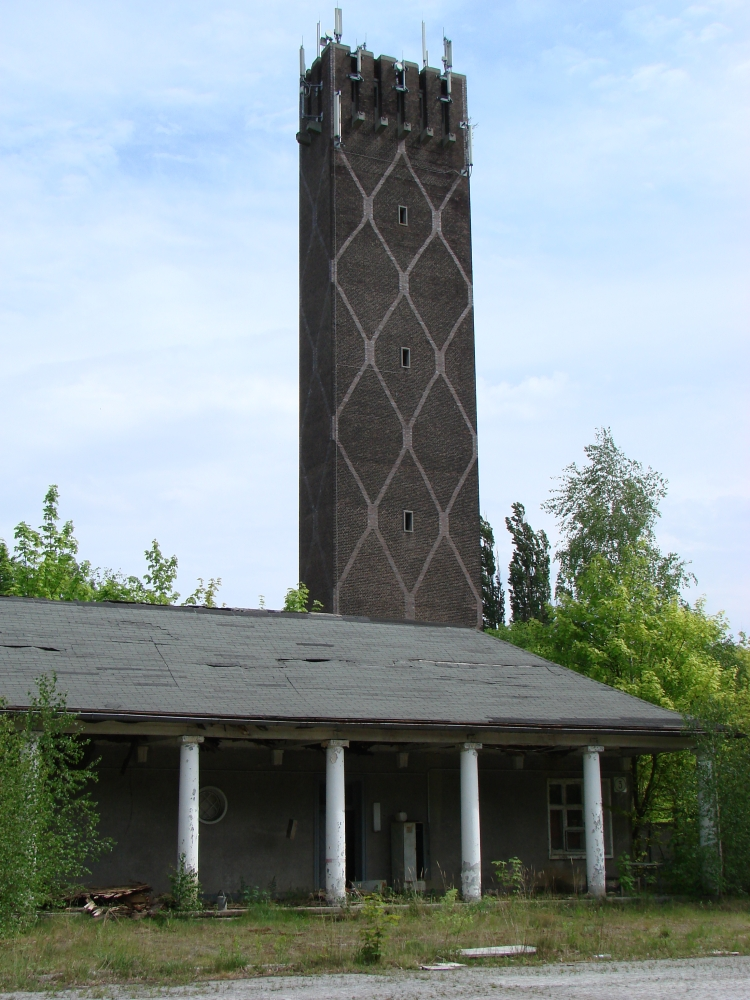
Wachgebäude mit Turm am Eingang (Ostseite) zur Heeresreit- und Fahrschule, 2007
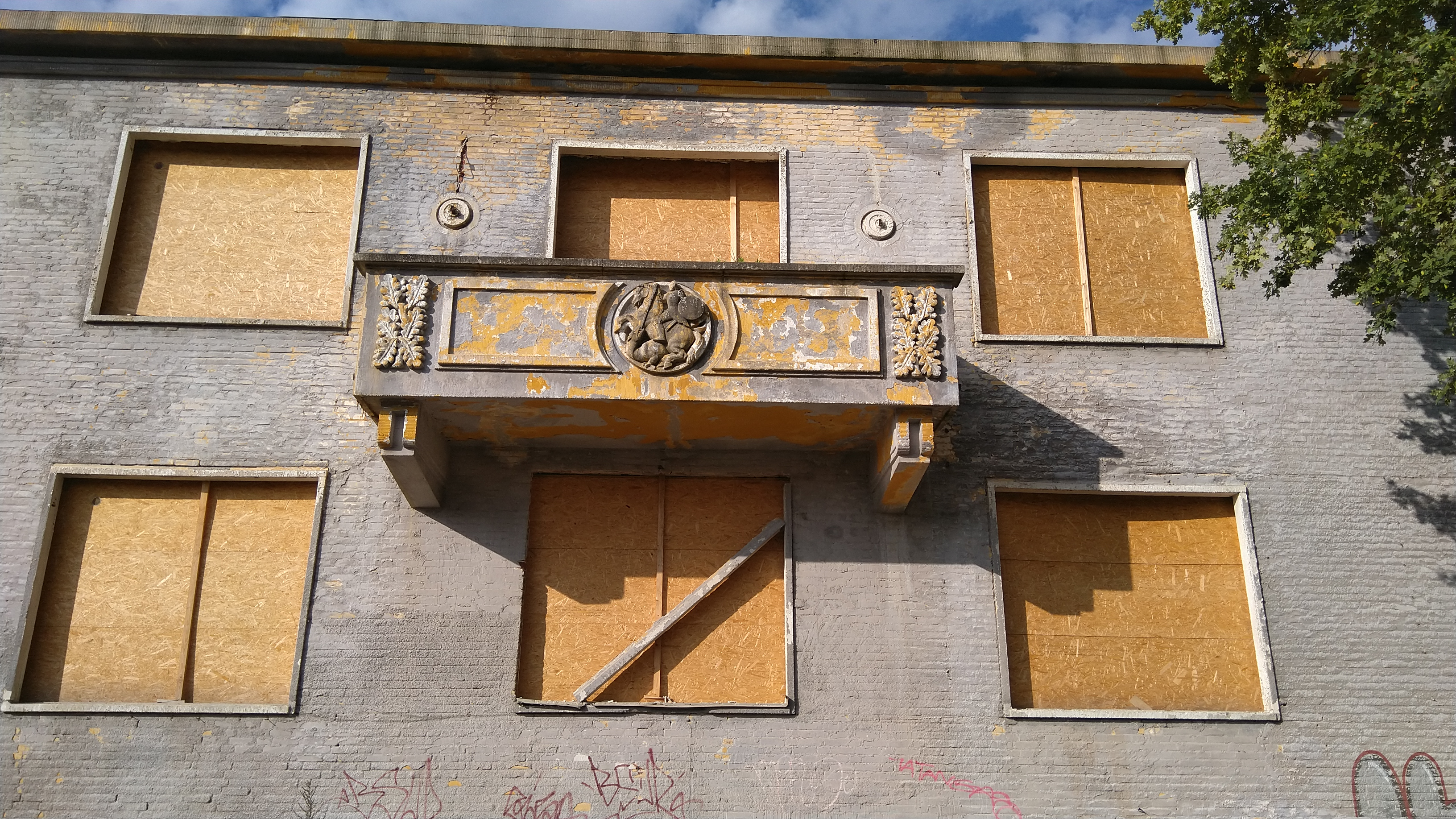
Fassade mit Balkon des ehemaligen Stabsgebäudes, September 2023
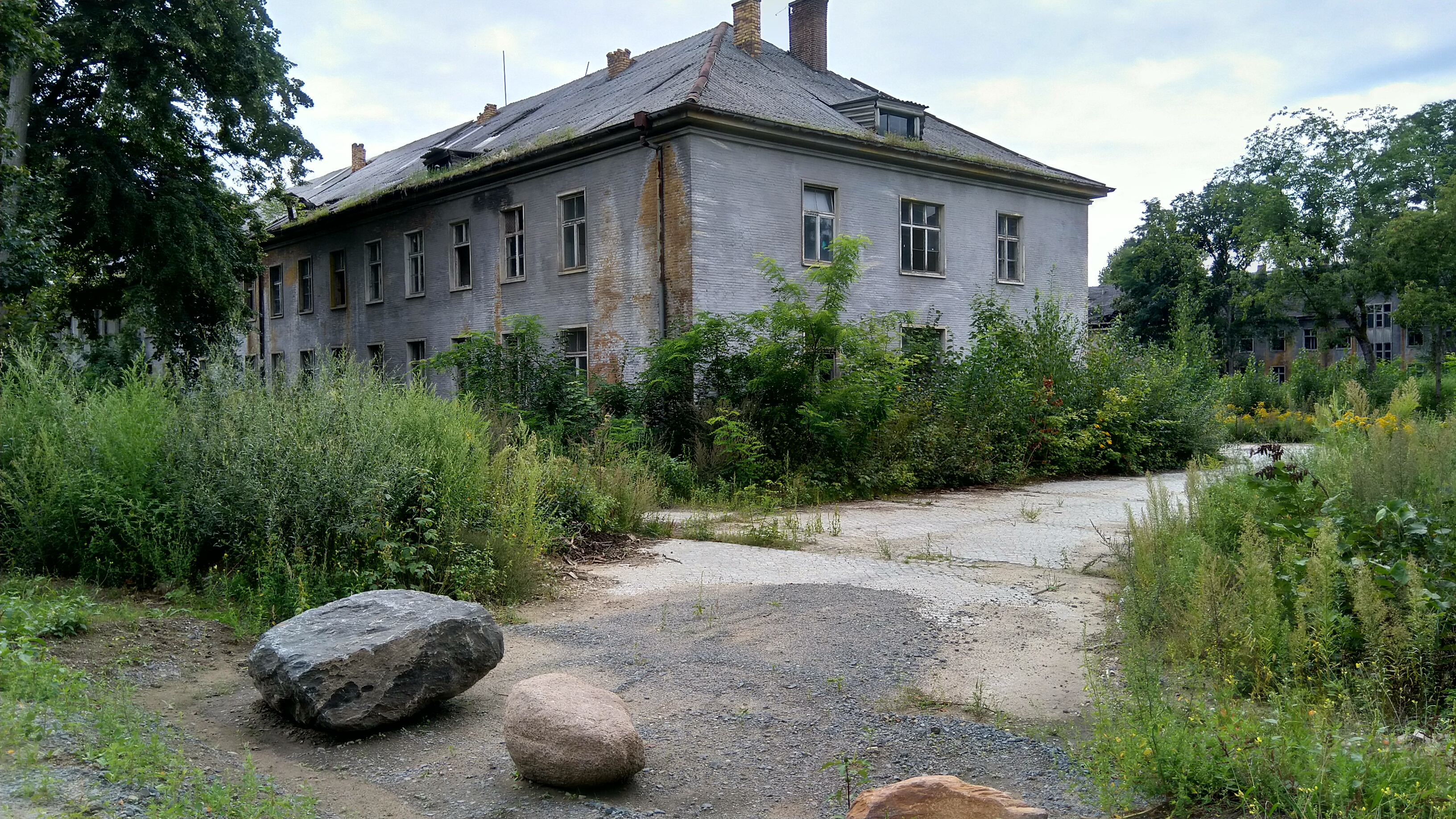
Unsanierte ehemalige Kaserne 2023

## Filmdokumentation
- Die Kavallerieschule Hannover. Originalmaterial mit freundlicher Genehmigung der Transit Film GmbH und des Bundesfilmarchivs. Hildesheim 2001. (VHS/PAL, ca. 35 Minuten)